# Константин Каварналиев
Константин Великов Каварналиев е български офицер, генерал-майор, загинал по време на Междусъюзническата война.

## Биография
Константин Каварналиев е роден в Шумен на 15 ноември 1866 г. в търговско семейство. Завършва Военното на Негово Княжеско Височество училище в 7-и випуск.
Като юнкер участва в Сръбско-българската война (1885) в която командва 3-та рота от 5-и пехотен дунавски полк и участва във военните действия при Банкя, Сливница (5 – 7 ноември), Цариброд (11 – 12 ноември) и Пирот (14 – 15 ноември). Проявява се в боя при с. Алдомировци. За отличие във войната на 3 декември 1885 е произведен в чин подпоручик и награден с Военен орден „За храброст“ IV степен.
Каварналиев завършва трети във випуска си през 1888 година и е назначен в 4–ти артилерийски полк, където служи до 1892 година. На 14 февруари 1892 г. докато служи като началник парка на 1-ва пехотна софийска дивизия е награден с орден „За заслуга“ „за усърдна и примерна служба“.
Завършва Военна академия в Белгия (1897) и след това специализира и в Италия. Служи като началник-щаб на 2-ра бригада от 6-а пехотна бдинска дивизия. На 15 декември 1907 е назначен за началник-щаб на 5-а пехотна дунавска дивизия. През 1900 година се венчава за Елена Попова. Произведен е в чин майор през май 1900 година, а в чин подполковник през 1904 година. За по-малко от година през 1907 година е командир на 15-и пехотен Ломски полк в Белоградчик, а след това е прехвърлен в Русе като началник-щаб на Пета пехотна Дунавска дивизия, като малко по-късно е произведен в чин полковник.
През Балканската война в периода 14 декември 1912 до 16 януари 1913 г. е командир на 5-и пехотен дунавски полк. През Междусъюзническата война е назначен за командир на 3-та бригада от 3-та пехотна балканска дивизия. По това време шест дивизии, командвани лично от крал Константинос I, атакуват Кукуш, отбраняван от два български полка. Те се сражават три дни, давайки възможност на населението да се изтегли без жертви към Стара България. Без да позволят да бъдат обкръжени, българските полкове се изтеглят на север. Кукуш е изгорен до основи и гръцката армия се устремява към Дойран. Полковник Каварналиев разполага само с два полка – 32-ри и 42-ри, които на всичкото отгоре са непълни и имат общо едва 3000 бойци. Гърците атакуват с 42 000 бойци.
Боят пламва със страшна сила на 18 юни 1913 г. Резерви и поддръжки от тила не идват. На 22 юни полковник Каварналиев изпраща в тила адютанта си поручик Дуров с думите: „Поручик, тръгни по пътя за София и ако срещнеш дори един български войник, прати ми го, за да го хвърля в боя!“ Дуров среща много български войници. Но те също се сражават отчаяно – при Злетово, Щип, Занога, Кресна, Предела, Пехчево, Берово, Криволак, Калиманци. И на 23 юни полк. Каварналиев хвърля в боя единствения резерв – себе си. Напуска командния бункер и с пушка в ръка контраатакува с войниците си в първия боен ред. Противникът е отбит, позицията удържана. По време на сражението полковник Каварналиев е ранен в крака. Раната изглежда лека и той не напуска бойното поле, но се оказва, че куршумът е пронизал важна артерия.
Храбрият пълководец умира няколко часа по-късно от загуба на кръв на 23 юни 1913 г. Произведен е посмъртно в генерал-майор.

## Памет
През 1916 година край Дойран е построен негов паметник, а около него се изгражда Българско военно гробище. Впоследствие паметникът е разрушен през 1966 година, за да бъде повторно възстановен през 2019 година.
На генерал Константин Каварналиев е наречена улица в квартал „Димитър Миленков“ в СофияКарта).
- Възстановеният паметник на ген. Каварналиев край Дойран
- Надгробни паметници на неизвестни войници
- Възпоменателна плоча за генерал Каварналиев в Шумен
- Копие на стария паметник от Дойран, поставен през 2009 г. в Шумен
- Премиерите на Северна Македония и България
 Заев и Борисов повторно откриват паметника край Дойран на 1 август 2019 г.

## Военни звания
- Подпоручик (3 декември 1885)
- Поручик (7 юни 1887)
- Капитан (1 януари 1892)
- Майор (18 май 1900)
- Подполковник (27 септември 1904)
- Полковник (15 октомври 1908)
- Генерал-майор (неизв.)

## Награди
- Орден „За заслуга“ (14 февруари 1892)